# Kim kyungho-5th
《kim kyungho-5th》는 김경호의 다섯 번째 정규 음반이다. 처음으로 김경호 본인이 프로듀싱을 한 음반이다. 본인이 말하기를 발라드의 비중이 늘어났다고 언급한 앨범이며, 김경호 노래 중에서 특히나 록 발라드를 좋아하는 사람들이 선호하는 앨범이기도 하다. 밝은 느낌의 록 발라드인 〈Delete〉, 〈아스파라거스〉, 〈그때가 아닌 지금〉, 〈Good-bye To My Love〉, 어두운 느낌의 〈와인〉, 〈나의 그리움은 너의 뒤에...〉 등. 다만 본인이 프로듀싱을 한 앨범임에도 불구, 자서전에 따르면 〈Dear Freddie〉를 제외하고 모든 곡이 마음에 안 들었다고 언급하고 있다.
김경호의 곡 중에서도 가장 괴랄한 난이도의 곡들이 많다는 앨범으로, 김경호의 앨범 중 최고 난이도의 앨범이라고 알려져 있다.
전체적으로 4집과 비슷한 수준의 판매량을 기록했다. 음반판매량은 한국음반산업협회 기준 227,288장을 판매했다.

## 수록곡
| #   | 제목                           | 작사   | 작곡   | 편곡           | 재생 시간 |
| --- | ------------------------------ | ------ | ------ | -------------- | --------- |
| 1.  | 〈탈출〉                       | 이용혁 | 송재우 | 송재우         | 3:54      |
| 2.  | 〈와인(迗人)TITLE〉            | 이경   | 송재우 | 송재우         | 4:52      |
| 3.  | 〈Blood〉                      | 김윤아 | 송재우 | 송재우         | 3:50      |
| 4.  | 〈Delete...〉                  | 강은경 | 송재우 | 송재우         | 4:14      |
| 5.  | 〈Dear Freddie〉               | 김경호 | 유주형 | 유주형         | 3:41      |
| 6.  | 〈아스파라거스(ASPARAGUS)〉    | 이경   | 김진권 | 김진권         | 4:40      |
| 7.  | 〈Masquerade〉                 | 김경호 | 박창곤 | 박창곤         | 4:45      |
| 8.  | 〈그때가 아닌 지금〉           | 강은경 | 유희열 | 유희열, 김태훈 | 5:28      |
| 9.  | 〈나의 그리움은 너의 뒤에...〉 | 김경호 | 김경호 | 이현석         | 3:44      |
| 10. | 〈Good-bye To My Love〉        | 이현석 | 이현석 | 이현석         | 4:45      |
| 11. | 〈Tragedy〉                    | 이경   | 비지스 | 이현석         | 4:14      |

| #   | 제목                           | 작사   | 작곡   | 편곡           | 재생 시간 |
| --- | ------------------------------ | ------ | ------ | -------------- | --------- |
| 1.  | 〈탈출〉                       | 이용혁 | 송재우 | 송재우         | 3:54      |
| 2.  | 〈와인(迗人)TITLE〉            | 이경   | 송재우 | 송재우         | 4:52      |
| 3.  | 〈Blood〉                      | 김윤아 | 송재우 | 송재우         | 3:50      |
| 4.  | 〈Delete...〉                  | 강은경 | 송재우 | 송재우         | 4:14      |
| 5.  | 〈Dear Freddie〉               | 김경호 | 유주형 | 유주형         | 3:41      |
| 6.  | 〈아스파라거스(ASPARAGUS)〉    | 이경   | 김진권 | 김진권         | 4:40      |
| 7.  | 〈Masquerade〉                 | 김경호 | 박창곤 | 박창곤         | 4:45      |
| 8.  | 〈그때가 아닌 지금〉           | 강은경 | 유희열 | 유희열, 김태훈 | 5:28      |
| 9.  | 〈나의 그리움은 너의 뒤에...〉 | 김경호 | 김경호 | 이현석         | 3:44      |
| 10. | 〈Good-bye To My Love〉        | 이현석 | 이현석 | 이현석         | 4:45      |
| 11. | 〈Tragedy〉                    | 이경   | 비지스 | 이현석         | 4:14      |

## 수록곡 세션 정보
1. 탈출
- 작사 : 이용혁
- 작곡/편곡 :송재우

- 컴퓨터 프로그래밍 : 송재우
- 기타 : 노병기
- 베이스 : 한철재
- 드럼 : 최용석
- 기타 솔로 : 송재우
- 코러스 : 송재우, 윤지윤, 김동욱, 조양래
- Recording Engineer : 정문원
- Assistant Engineer : 이승엽, 김승호
- Mixing Engineer : Ohsako Hiroshi
- Assistant Engineer : 김동익

2. 와인(迗人)
- 작사 : 이경
- 작곡/편곡 : 송재우

- 컴퓨터 프로그래밍 : 송재우
- 기타 : 박창곤
- 어쿠스틱 기타 : 송재우
- 베이스 : 신현권
- 피아노, 키보드 : 최태완
- 바이올린 : 심상원, 신인순, 엄세희
- 첼로 : 김소영
- 코러스 : 문지환, 김현아
- Recording Engineer : 정문원
- Assistant Engineer : 김동익
- Mixing Engineer : 정문원
- Assistant Engineer : 김동익

3. Blood
- 작사 : 김윤아
- 작곡/편곡 : 송재우

- 컴퓨터 프로그래밍 : 송재우
- 기타 : 송재우
- 베이스 : 한철재
- 드럼 : 최용석
- 기타 솔로 : 박창곤
- Recording Engineer : 정문원
- Assistant Engineer : 이승엽, 김승호
- Mixing Engineer : Ohsako Hiroshi
- Assistant Engineer : 김동익

4. Delete...
- 작사 : 강은경
- 작곡/편곡 : 송재우

- 컴퓨터 프로그래밍 : 송재우
- 기타 : 박창곤
- 베이스 : 이태윤
- 드럼 : 강수호
- 키보드 : 선경희
- 코러스: 김현아
- 피아노, 키보드: 최태완
- Recording Engineer : 정문원
- Assistant Engineer : 김동익
- Mixing Engineer : 정문원
- Assistant Engineer : 김동익

5. Dear Freddie
- 작사 : 김경호
- 작곡/편곡 : 유주형

- 컴퓨터 프로그래밍 : 유주형
- 기타 : 박창곤
- 베이스 : 김경준
- 드럼 : 최용석
- 코러스: 유주형, 김경호, 선경희, 김경준, 조양래
- Recording Engineer : 정문원
- Assistant Engineer : 이승엽
- Mixing Engineer : Ohsako Hiroshi
- Assistant Engineer : 김동익

6. 아스파라거스(ASPARAGUS)
- 작사 : 이경
- 작곡/편곡 : 김진권

- 컴퓨터 프로그래밍 : 김진권
- 기타 : 박창곤
- 피아노, 키보드: 최태완
- 코러스: 김경호, 박완규
- Recording Engineer : 정문원
- Assistant Engineer : 김동익
- Mixing Engineer : 정문원
- Assistant Engineer : 김동익

7. Masquerade
- 작사 : 김경호
- 작곡/편곡 : 박창곤

- 컴퓨터 프로그래밍 : 박창곤
- 기타 : 박창곤
- 베이스 : 김경준
- 드럼 : 최용석
- 코러스: 김경호, 선경희, 박창곤, 김경준, 조양래
- Rap:Gindoe
- Recording Engineer : 정문원
- Assistant Engineer : 이승엽
- Mixing Engineer : Ohsako Hiroshi
- Assistant Engineer : 김동익

8. 그때가 아닌 지금
- 작사 : 강은경
- 작곡 : 유희열
- 편곡 : 유희열, 김태훈

- 컴퓨터 프로그래밍 : 김태훈
- 기타 : 함춘호
- 코러스: 유희열
- Recording Engineer : 정문원
- Assistant Engineer : 이승엽
- Mixing Engineer : 임창덕
- Assistant Engineer : 이승엽, 곽승은

9. 나의 그리움은 너의 뒤에...
- 작사/작곡 : 김경호
- 편곡 : 이현석

- 기타 : 이현석
- 베이스 : 한철재
- 피아노 : 선경희
- 드럼 : 최용석
- Recording Engineer : 정문원
- Assistant Engineer : 이승엽, 곽승은
- Mixing Engineer : Ohsako Hiroshi
- Assistant Engineer : 김동익

10. Good-bye to my love
- 작사/작곡/편곡 : 이현석

- 컴퓨터 프로그래밍 : 이현석
- 기타 : 이현석
- 베이스: 한철재
- 드럼 : 최용석
- 키보드, 피아노 : 선경희
- 코러스 : 이현석, 한철재, 선경희, 윤지윤, 김성은, 조양래
- Recording Engineer : 정문원
- Assistant Engineer : 이승엽
- Mixing Engineer : Ohsako Hiroshi
- Assistant Engineer : 김동익

11. Tragedy
- 작사 : 이경
- 편곡 : 이현석

- 컴퓨터 프로그래밍 : 이현석, 송재우
- 기타 : 이현석
- 베이스 : 한철재
- 키보드 : 선경희
- 코러스 : 강명순, 김경호, 윤지윤, 조양래
- Recording Engineer : 정문원
- Assistant Engineer : 이승엽
- Mixing Engineer : Ohsako Hiroshi
- Assistant Engineer : 김동익

## 참여스텝
- E.X. Produced : 김학래
- All Directed & Music Produced : 김경호
- C.O. Produced : 김이곤, 표창용
- Recording Studio : 청음, 코아
- Mixing Studio : 청음
- Recording Engineer :정문원
- Mixing Engineer : 정문원, Ohsako Hiroshi, 임창덕
- Assistant Engineer : 이승엽, 김동익, 김승호, 곽승은
- Mastering Studio : wave station
- Mastering Engineer : 정도원
- Art direction & design : 전상일-전시공(電視空)
- Painting : 손금선-전시공(電視空)
- Stylist : 김현량, 오영주